# Photyna rugicollis
Photyna rugicollis är en skalbaggsart som beskrevs av Brenske 1897. Photyna rugicollis ingår i släktet Photyna och familjen Melolonthidae. Inga underarter finns listade i Catalogue of Life.